# Зимние Олимпийские игры 2026
Зи́мние Олимпи́йские и́гры 2026 (англ. 2026 Winter Olympics, фр. Jeux olympiques d'hiver de 2026, итал. XXV Giochi olimpici invernali, официальное название XXV Зи́мние Олимпи́йские и́гры) — международное спортивное мероприятие, которое планируется провести с 6 по 22 февраля 2026 года.
24 июня 2019 года Международный олимпийский комитет на своей 134-й сессии в Лозанне (Швейцария) объявил о том, что XXV зимние Олимпийские игры пройдут в итальянских городах Милан и Кортина-д’Ампеццо.
Это будут четвёртые Олимпийские игры, проводимые в Италии (Кортина д’Ампеццо ранее принимала зимние Олимпийские игры 1956 года), и первые, проводимые в Милане. Это будут первые Олимпийские игры с участием двух городов-хозяев в официальной форме, а также первые зимние Олимпийские игры после игр в Сараево 1984 года, на которых церемонии открытия и закрытия будут проходить в разных местах. Это будет 20-я годовщина зимних Олимпийских игр 2006 года в Турине, последних зимних Олимпийских игр в Италии, и 70-я годовщина зимних Олимпийских игр 1956 года в Кортина-д’Ампеццо, первых Олимпийских игр в Италии.
Впервые на Олимпийских играх пройдут соревнования по ски-альпинизму.

## Организатор
Приём заявок начался 16 марта 2017 года и закончился 16 сентября 2017 года.
Милан и Кортина-д’Ампеццо были выбраны в качестве городов-хозяев 24 июня 2019 года на 134-й сессии МОК в Лозанне, Швейцария. Три итальянских члена МОК, Франко Карраро, Иво Ферриани и Джованни Малаго, и два шведских члена МОК, Гунилла Линдберг и Стефан Хольм, не имели права голосовать на выборах принимающего города в соответствии с правилами Олимпийской хартии.
| Город-Кандидат            | Страна | Голосов |
| ------------------------- | ------ | ------- |
| Милан — Кортина-д’Ампеццо | Италия | 47      |
| Стокгольм — Оре           | Швеция | 34      |

### Заявки
- Стокгольм, Оре Швеция[3][4]. 11 января 2019 года в Стокгольме была объявлена совместная заявка с городом Оре, чтобы стать заявочной кампанией «Стокгольм-Оре 2026».
- Милан, Кортина-д’Ампеццо Италия[5].

### Отменённые заявки
- Калгари, Канада[6]. Калгари отозвал свою заявку 19 ноября 2018 года.
- Саппоро, Япония[7]
- Сьон, Швейцария[8][9][10][11][12]
- Грац, Австрия
- Алма-Ата, Казахстан
- Лиллехаммер, Норвегия
- Инсбрук, Австрия[13][14]. В Инсбруке зимние Олимпийские игры проводились дважды: в 1964 году и в 1976 году. В городе дважды проводились зимние Паралимпийские игры: в 1984 году и в 1988 году. В городе также проводились I зимние Юношеские Олимпийские игры, которые прошли в 2012 году. 15 октября 2017 года был организован референдум о статусе заявки. 53,5 % жителей Инсбрука высказались против Олимпиады[15].
- Львов, Украина[16][17]
- Сантьяго или Пунта-Аренас, Чили
- Тронхейм-(Оппдал), Норвегия
- Аоста-(Валле-д’Аоста), Италия[18]
- Хельсинки, Финляндия[19][20]
- Граубюнден, Швейцария[21][22][23][24]
- Барселона, Испания[25][26][27]
- Дрезден-(Берлин), Германия[28]
- Окленд и Куинстаун, Новая Зеландия[29]
- Бостон, США[30][31]
- Солт-Лейк-Сити, США[32]
- Денвер, США[32]
- Рино, США[32]
- Квебек, Канада[33][34][35][36]
- Телемарк, Норвегия

## Символика

### Олимпийские медали
Медали были представлены оргкомитетом Игр 15 июля 2025 года в Венеции. Каждая из наград разделена на две половины, соединенные олимпийскими кольцами. Это символизирует путь спортсменов-олимпийцев и всех, кто им помогает. Медали будут отлиты в индукционных печах, работающих исключительно на возобновляемых источниках энергии. Медали будут изготовлены Государственным институтом монетного двора и полиграфии Италии (IPZS) из переработанного металла, полученного из отходов собственного производства.

## Критерии
Обязательным критерием для проведения зимних Олимпийских игр является наличие подходящих мест для занятий горнолыжным спортом, что значительно сужает круг потенциальных мест проведения соревнований. Мужской скоростной спуск требует минимального вертикального перепада 800 метров, а длина трассы должна составлять около 3 километров. Бормио и Кортина принимают этапы Кубка мира по мужскому и женскому скоростному спуску соответственно.
Для зимних Олимпийских игр 2026 года МОК разрешил увеличить расстояние между местами проведения, чтобы соревнования по горнолыжному спорту можно было проводить в горной местности, а закрытые виды спорта, такие как хоккей и фигурное катание, — в крупном городе на расстоянии более 160 километров, где такие арены уже имеются или будут более активно использоваться после игр.
Требуется определённая вместимость зрителей, чаще всего 10 000, но в зависимости от конкретного вида спорта она может быть разной. Кроме того, на каждом объекте требуется наличие определенных VIP-зон.

## Спортивные объекты
Официальными спортивными объектами Игр 2026 года являются:

### Милан
- Стадион «Джузеппе Меацца» — церемония открытия (ожидается реконструкция)[источник не указан 658 дней];
- «ПалаИталия[англ.]» (Санта-Джулия[англ.]) — хоккей — мужской турнир, финалы (была запланирована ещё до начала игр)[источник не указан 658 дней];
- «Медиоланум Форум[англ.]» (Ассаго) — фигурное катание, шорт-трек;
- Пьяцца-дель-Дуомо — место вручения медалей и проведения прямых трансляций;
- «Ро Фьера Милано[англ.]» — конькобежный спорт, хоккей.

### Кортина-д’Ампеццо
- «Олимпия делле Тофане[англ.]» — горнолыжный спорт;
- Олимпийский стадион — кёрлинг;
- Олимпийский трек Эудженио Монти — бобслей, санный спорт, скелетон.

### Верона
- «Арена ди Верона» — церемония закрытия.

### Валь-ди-Фьемме
- «Джузеппе Даль Бен[англ.]», Предаццо — прыжки с трамплина, лыжное двоеборье;
- «Лаго ди Тезеро[англ.]», Тезеро — лыжные гонки, лыжное двоеборье.

### Вальтеллина
- Ливиньо — сноуборд, фристайл;
- «Стельвио[англ.]», Бормио — горнолыжный спорт, ски-альпинизм.

### Разун-Антерсельва
- «Южный Тироль-арена[англ.]» — биатлон.

Соревнования по бобслею, санному спорту и скелетону могли провести вне Италии, так как, по словам президента итальянского национального олимпийского комитета Джованни Малаго, правительство Италии изначально приняло решение не инвестировать в реконструкцию трассы в Кортина-д’Ампеццо. Однако политические власти Италии были недовольны таким развитием событий. МОК решительно выступал против варианта реконструкции трассы Эудженио Монти и оказывал давление на организаторов, чтобы они выбрали трек, который уже существует за рубежом. Но правительство Италии после длительных споров настояло на решении о проведении соревнований в Кортина-д’Ампеццо и нашло подрядчика, который согласился осуществить реконструкцию в рекордно короткие сроки.

## Соревнования

### Виды спорта
Номера в скобках указывают количество комплектов медалей, разыгрываемых в конкретной дисциплине.
1. Биатлон (11) (подробнее)
2. Бобслей
  -  Бобслей (4) (подробнее)
  -  Скелетон (3) (подробнее)
3. Кёрлинг (3) (подробнее)
4. Коньковые виды спорта
  -  Конькобежный спорт (14) (подробнее)
  -  Фигурное катание (5) (подробнее)
  -  Шорт-трек (9) (подробнее)
5. Лыжные виды спорта
  -  Горнолыжный спорт (10) (подробнее)
  -  Лыжное двоеборье (3) (подробнее)
  -  Лыжные гонки (12) (подробнее)
  -  Прыжки на лыжах с трамплина (6) (подробнее)
  -  Фристайл (15) (подробнее)
  -  Сноуборд (11) (подробнее)
6. Санный спорт (5) (подробнее)
7. Ски-альпинизм (3) (подробнее)
8. Хоккей (2) (подробнее)

18 июня 2021 года Международный олимпийский комитет опубликовал предложение о создании нового зимнего вида спорта, ски-альпинизма, для зимних Олимпийских игр 2026 года. Предложение было одобрено на сессии МОК в Токио 20 июля 2021 года.
Финальная программа зимних Олимпийских игр 2026 года была опубликована 20 июня 2023 года. Всего будет разыграно 116 комплектов наград — на 7 больше, чем на зимних Олимпийских играх 2022 года. В сравнении с Играми 2022 года в программу были добавлены несколько дисциплин, в которых будет разыграно 8 комплектов наград:
- фристайл: параллельный могул у мужчин и у женщин;
- санный спорт: двойки у женщин;
- прыжки на лыжах с трамплина: большой трамплин у женщин;
- ски-альпинизм: спринт у мужчин и у женщин, смешанная эстафета;
- скелетон: смешанные командные соревнования.

Из программы была удалена 1 дисциплина:
- горонолыжный спорт: смешанные командные соревнования в параллельном гигантском слаломе.

Также произошли некоторые изменения дисциплин:
- лыжные гонки: уравнена протяжённость дистанций в длинных гонках у мужчин и у женщин — 10 км + 10 км в скиатлоне (вместо 15 км + 15 км у мужчин и 7,5 км + 7,5 км у женщин), 10 км в гонке с раздельным стартом (вместо 15 км у мужчин), 50 км в масс-старте (вместо 30 км у женщин), 4x7,5 км в эстафете (вместо 4x10 км у мужчин и 4x5 км у женщин).
- прыжки на лыжах с трамплина: у мужчин вместо командных соревнований с четырьмя участниками введён формат командных соревнований с двумя участниками (Super Team).
- лыжное двоеборье: у мужчин вместо командных соревнований с четырьмя участниками (большой трамплин + эстафета 4x5 км) введён формат командных соревнований с двумя участниками (большой трамплин + командный спринт 2x7,5 км).
- горнолыжный спорт: у мужчин и у женщин вместо личных (индивидуальных) соревнований в комбинации введён формат командных соревнований в комбинации с двумя участниками (впервые такой формат был опробован на высшем уровне на чемпионате мира 2025 года).
- санный спорт: в смешанной эстафете в связи с добавлением спуска в двойке у женщин в каждой команде будет выступать по шесть участников (по три мужчины и женщины) вместо четырёх участников (мужчины в санях-одиночках и санях-двойках и женщина в санях-одиночках) ранее.

### Участники
На Олимпиаду в Милане и Кортина-д’Ампеццо квалифицировались спортсмены из 86 НОК. Две страны впервые принимают участие в зимних Олимпийских играх: Гвинея-Бисау и Объединённые Арабские Эмираты. Кения, Сингапур, Того, Уругвай и Южная Африка вернулись после перерыва. В связи с последствиями вторжения России в Украину, которое началось в 2022 году, российские и белорусские спортсмены будут участвовать в Играх в нейтральном статусе.
Участвующие национальные олимпийские комитеты:

| - Австралия (13) - Австрия (21) - Азербайджан (1) - Албания (2) - Андорра (6) - Аргентина (6) - Армения (4) - Бельгия (12) - Болгария (14) - Боливия (1) - Босния и Герцеговина (3) - Бразилия (5) - Великобритания (23) - Венгрия (8) - Гаити (2) - Гвинея-Бисау (1) - Германия (88) - Гонконг (1) | - Греция (5) - Грузия (7) - Дания (33) - Израиль (3) - Индивидуальные нейтральные спортсмены (1) - Индия (2) - Иран (4) - Ирландия (4) - Исландия (4) - Испания (12) - Италия (хозяева) (135) - Казахстан (11) - Канада (92) - Кения (1) - Кипр (2) - Кыргызстан (2) - Китай (15) | - Колумбия (1) - Косово (2) - Латвия (43) - Ливан (1) - Литва (15) - Лихтенштейн (4) - Люксембург (2) - Мадагаскар (2) - Малайзия (1) - Мальта (1) - Марокко (1) - Мексика (4) - Монако (1) - Монголия (2) - Нигерия (1) - Нидерланды (4) - Новая Зеландия (2) - Норвегия (35) | - ОАЭ (1) - Польша (21) - Португалия (3) - Румыния (10) - Саудовская Аравия (2) - Северная Македония (3) - Сербия (4) - Сингапур (1) - Словакия (35) - Словения (18) - США (91) - Таиланд (2) - Тайвань (4) - Того (1) - Тринидад и Тобаго (2) - Турция (6) | - Узбекистан (3) - Украина (17) - Уругвай (1) - Филиппины (1) - Финляндия (80) - Франция (86) - Хорватия (5) - Черногория (2) - Чехия (80) - Чили (3) - Швейцария (89) - Швеция (89) - Эритрея (1) - Эстония (21) - Республика Корея (15) - ЮАР (2) - Япония (39) |

## Вещание
- Бразилия — Grupo Globo[50]
- США — NBC[51]